# Premio de Roma

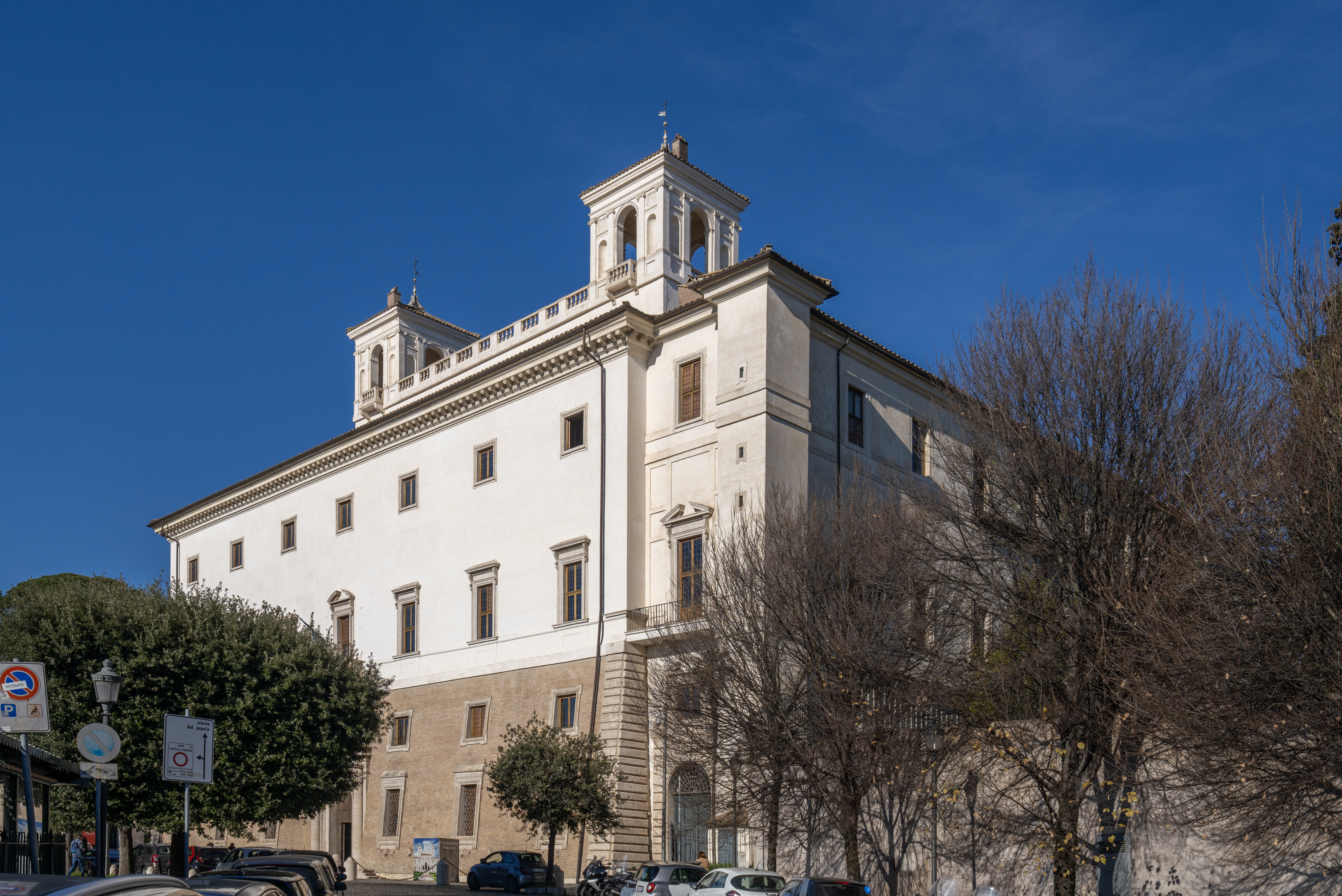
La Villa Médici, sede de la Academia Francesa en Roma.

El Premio de Roma es una beca escolar que el Gobierno francés concede a estudiantes de arte.

## Origen

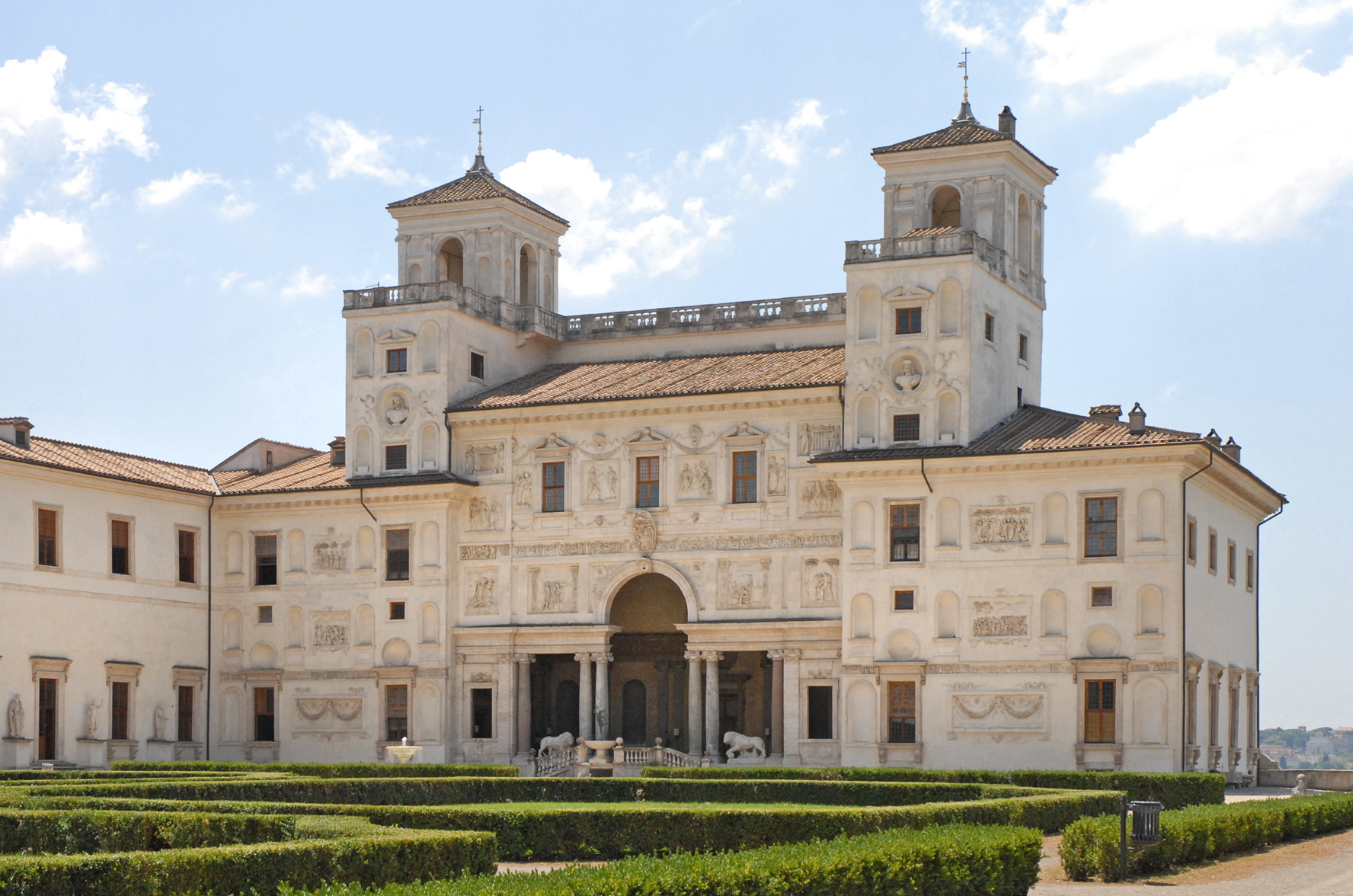
Los jardines de la Villa Médici.

Se creó en 1663, bajo el reinado de Luis XIV como premio anual que se concedía a jóvenes pintores, escultores y arquitectos que debían demostrar sus habilidades en un duro concurso por eliminatorias con sus compañeros. El premio consistía en una estancia de cuatro años, con cargo al rey, en la Academia Francesa en Roma, fundada por Colbert y Lebrun en 1666 y que estaba en el Palais Mancini; la estancia podía ser prolongada si el director de la institución lo juzgaba útil. Durante la estancia en Roma, los ganadores al premio estudiaban la cultura clásica y el Renacimiento, y se les exigía permanecer solteros hasta que concluyesen sus estudios. En 1803, Napoleón Bonaparte, trasladará la Academia a la Villa Médici, entonces en estado de abandono, que debió de restaurarse para acoger a los premiados.
A las competiciones iniciales de pintura, escultura, arquitectura y grabado en 1803 se unió la de composición musical. Hasta 1968 la «Académie des Beaux-Arts», componente del «Institut de France» otorgaba los «Prix de Rome».
Los estudiantes competían a veces durante varios años consecutivos, sufriendo grandes depresiones si no ganaban. Alguno, como Jacques-Louis David, intentó suicidarse, tras varios años intentando ganar. Importantes pintores como Eugène Delacroix, Édouard Manet, y Edgar Degas participaron y no lo lograron, al igual que los compositores Camille Saint-Saëns (1852 y 1864) y Maurice Ravel (varios años).
Durante 300 años, el Premio de Roma fue el máximo galardón que un artista de cualquier país podía recibir, atrayendo la atención de los medios de comunicación y catapultando a los ganadores a la fama.
Tras muchas críticas sobre el fallo del concurso, y quizás debido al espíritu igualitario de mayo de 1968, la competición del concurso fue suprimida en la forma que había tenido hasta entonces. Desde 1971, una comisión designa los «pensionados» que son premiados con una estancia en la Villa Médici. Además pueden ser artistas o especialistas destacados de más materias, como historia del arte, arqueología, literatura, escenografía, fotografía, cine, vídeo e incluso cocina.
La Academia de Francia en Roma es hoy día un establecimiento público nacional de carácter administrativo dotado de personalidad civil y autonomía financiera, bajo la tutela, no de la Academia de Bellas Artes, sino del ministro de asuntos culturales. Desde el punto de vista jurídico, tiene su sede en la Villa Médicis. 
Algunos países ofrecen Premios de Roma paralelos. Tal es el caso de Bélgica, Canadá, Holanda, España y los Estados Unidos.

### El premio de composición musical

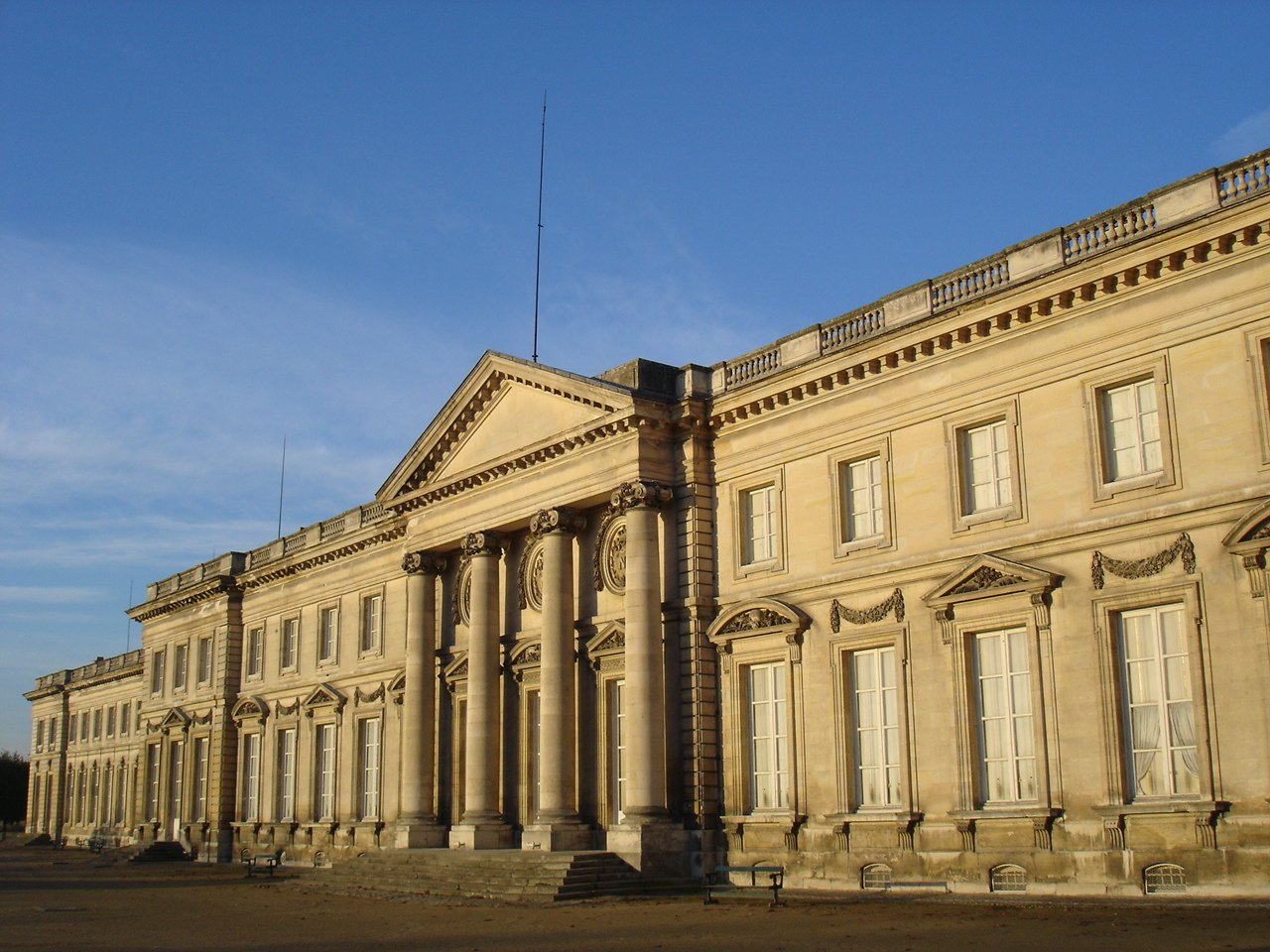
Château de Compiègne.

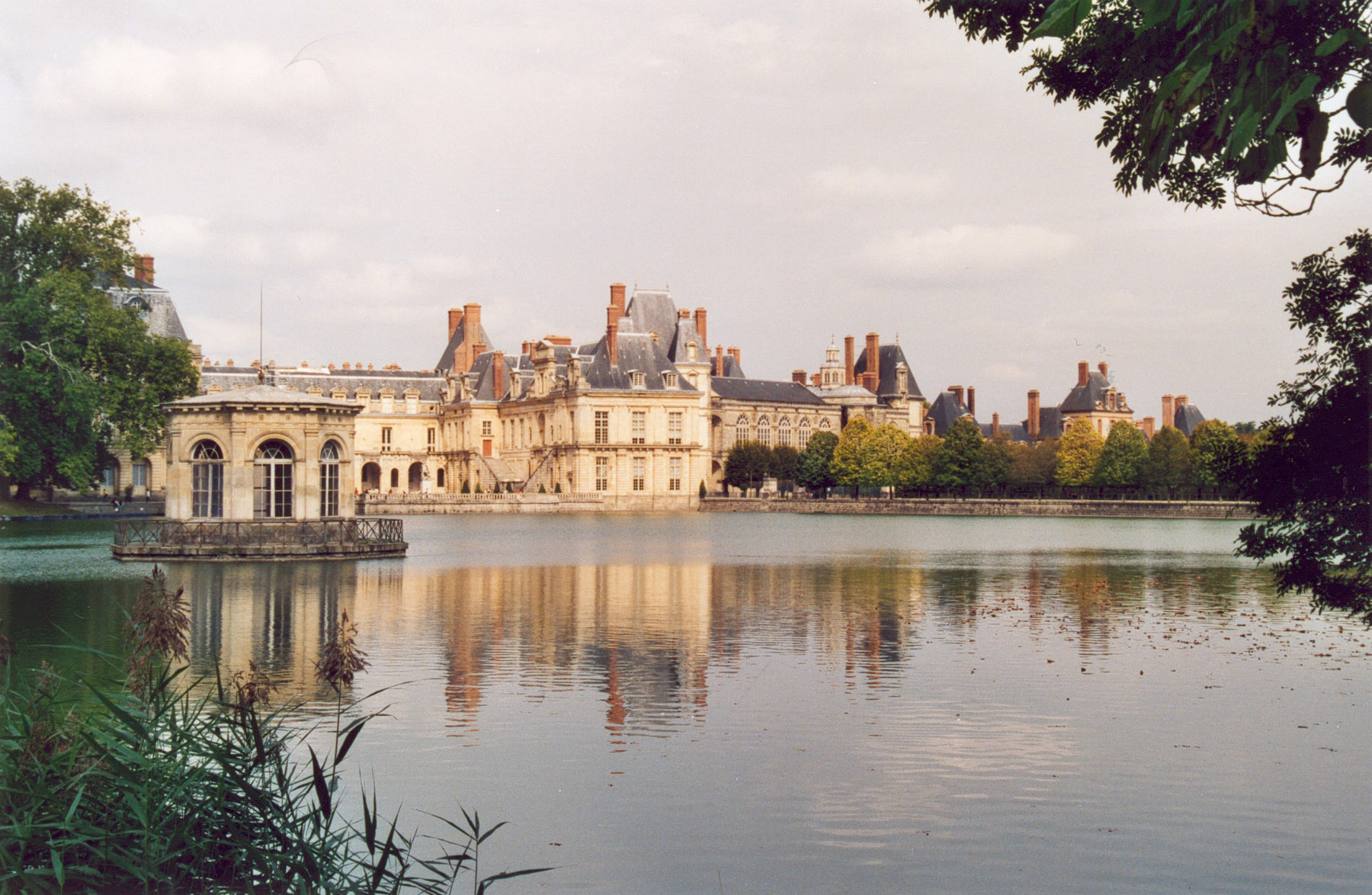
Château de Fontainebleau.

En composición musical los candidatos, que debían de tener menos de treinta años, se presentaban a las siguientes pruebas:
- Prueba preliminar: escribir una fuga.
- Concurso de ensayo: escribir una obra para coro sobre un texto dado.
- Prueba principal: escribir una cantata sobre un texto dado. Esta prueba, en ciertas épocas, duraba hasta un mes.

Desde principios del siglo XX (a partir de 1903), las pruebas del concurso de Roma se hacían en el Château de Compiègne. Más adelante, se desarrollaron en el Château de Fontainebleau.
En la primera época del concurso, el Primer Gran Premio de Roma consistía en una estancia de hasta cinco años en Roma. Se esperaba la composición de una obra de importancia por año. Desde comienzos del siglo XX, el primer laureado solo residía dos o tres años en la Villa Médici. Dependiendo de los años, un segundo o más de un Segundo Premio eran concedidos, beneficiándose el «primer Segundo Premio» de una estancia de menor duración en Roma. 
Hector Berlioz, que obtuvo en 1830, no sin esfuerzos, un Primer Gran Premio, fue el primero en criticar seriamente el Premio de Roma, principalmente denunciando la competencia del jurado: de un total de 40 miembros ¡solamente 5 músicos! Sobre ello se extiende largamente en sus memorias. Y en un pasado más reciente, se recuerda que «Maurice Ravel no consiguió nunca el Premio de Roma». Es una media verdad que contribuye incluso hoy a desprestigiar el premio, con la idea de que las pruebas intelectuales o los concursos conducen muchas veces a recompensas injustas, o que simplemente son insanos por naturaleza (salvo en el deporte, naturalmente).

El orden de distinciones era el siguiente: «primer Primer Gran Premio», «segundo Primer Gran Premio», «primer Segundo Gran Premio», «segundo Segundo Gran Premio» y «Mención». El uso ha sustituido estas fórmulas un poco pesadas por, simplemente: «Gran Premio» (o Primer Gran Premio) y «segundo Gran Premio»... Además, a partir de los años cuarenta, se acostumbró a no conceder el segundo Primer Gran Premio y no hablar más de «Gran Premio», «primer Segundo Gran Premio» y «segundo Segundo Gran Premio». Desde 1960 la tradicional "cantata" fue remplazada por un "poema lírico".

## Lista de directores de la Academia de Roma
La Académie de France en Roma ha sido siempre dirigida por artistas prestigiosos:
- 1666-1672: Charles Errard
- 1673-1675: Noël Coypel
- 1675-1684: Charles Errard
- 1684-1699: Matthieu de La Teullière
- 1699-1704: René-Antoine Houasse
- 1704-1725: Charles-François Poerson
- 1725-1737: Nicolas Vleughels
- 1737-1738: Pierre de L'Estache
- 1738-1751: Jean-François de Troy
- 1751-1775: Charles-Joseph Natoire
- 1775: Noël Hallé
- 1775-1781: Joseph-Marie Vien
- 1781-1787: Louis Jean François Lagrenée
- 1787-1792: François Ménageot
- 1792-1807: Joseph-Benoît Suvée
- 1807: Pierre-Adrien Pâris
- 1807-1816: Guillaume Guillon, llamado Lethière
- 1816-1823: Charles Thévenin
- 1823-1828: Pierre-Narcisse Guérin
- 1829-1834: Horace Vernet
- 1835-1840: Jean-Auguste-Dominique Ingres
- 1841-1846: Jean-Victor Schnetz
- 1847-1852: Jean Alaux
- 1853-1866: Jean-Victor Schnetz
- 1866-1867: Joseph-Nicolas Robert-Fleury
- 1867-1873: Ernest Hébert
- 1873-1878: Jules Eugène Lenepveu
- 1879-1884: Louis-Nicolas Cabat
- 1885-1890: Ernest Hébert
- 1891-1904: Jean-Baptiste-Claude-Eugène Guillaume
- 1905-1910: Charles-Emile-Auguste Durand, llamado Carolus-Duran
- 1913-1921: Albert Besnard
- 1921-1933: Denys Puech
- 1933-1937: Paul-Maximilien Landowski
- 1937-1960: Jacques Ibert
- 1961-1977: Comte Balthazar Klossowski de Rola, llamado Balthus
- 1977-1984: Jean Leymarie
- 1985-1994: Jean-Marie Drot
- 1994-1997: Pierre-Jean Angremy, alias Pierre-Jean Rémy
- 1997-2002: Bruno Racine
- 2002-2008: Richard Peduzzi
- 2008-2009: Frédéric Mitterrand
- 2009-:Éric de Chassey

## Lista de laureados

### Lista de laureados en pintura
- 1663 -febrero 1.º Pierre Monier (o Meunier)
2º: Jean-Baptista Corneille jeune
3º:Jean-Charles Friquet
- 1673: Louis de Boullogne el joven
- 1682: Hyacinthe Rigaud
- 1688: Daniel Sarrabat
- 1699: Pierre-Jacques Cazes
- 1700: Alexis Simon Belle
- 1705: Auger Lucas
- 1709: Jean Antoine Watteau (llamado Antoine Watteau): "Segundo Gran Premio"
- 1711: François Lemoyne
- 1720: François Boucher
- 1721: Charles-Joseph Natoire
- 1724: Carle van Loo
- 1727: Pierre-Hubert Subleyras
- 1734: Jean-Baptiste Marie Pierre
- 1736: Charles Francois Hutin
- 1758: Jean-Honoré Fragonard
- 1768: François-André Vincent
- 1771: Joseph-Benoît Suvée
- 1772: Pierre-Charles Jombert, Anicet Charles Gabriel Lemonnier: second grand prix
- 1773: Pierre Peyron
- 1774: Jacques-Louis David
- 1775: Jean-Baptiste Regnault
- 1784: Jean-Germain Drouais
- 1787: François-Xavier Fabre
- 1789: Girodet-Trioson, Charles Meynier: second premier grand prix
- 1790: Jacques Réattu (1760-1833)

Interruption due à la Révolution Française
- 1797: Pierre-Narcisse Guérin
- 1798: Fulchran-Jean Harriet (1778-1805)
- 1801: Jean Auguste Dominique Ingres
- 1807: François Joseph Heim
- 1820: Amable-Paul Coutan
- 1821: Joseph-Désiré Court
- 1832: Antoine Wiertz
- 1834: Paul Jourdy
- 1837: Thomas Couture
- 1837: Eugène-Ferdinand Buttura (Paysage historique).
- 1844: Félix-Joseph Barrias
- 1848: Joseph Stallaert
- 1849: Gustave Boulanger
- 1850: William-Adolphe Bouguereau, Paul Baudry
- 1858: Jean-Jacques Henner
- 1861: Léon Perrault
- 1865: André Hennebicq
- 1875: Léon-François Comerre
- 1884: Edouard Cabane Second Prix de Rome
- 1891: Hubert-Denis Etcheverry, Adolphe Déchenaud: second grand prix
- 1894: Adolphe Déchenaud:
- 1898: William Laparra (1873-1920)
- 1912: Gabriel Girodon
- 1913: Robert Davaux
- 1919: Fernande Cormier
- 1921: Constantin Font
- 1923: Pierre Dionisi
- 1924: René-Marie Castaing
- 1925: Odette Pauvert (1903-1966, primer gran premio de Rome obtenido por una mujer)
- 1947: Louis Vuillermoz: premier second grand prix
- 1950: Paul Collomb: premier second grand prix
- 1951: Daniel Sénélar: primer gran premio (Titre: le cheval compagnon de l'homme)
- 1960: Pierre Carron
- 1960: Jesús Fuertes
- 1965: Jean-Marc Lange

### Lista de laureados en escultura

#### SigloXVII
- 1663: 3º Leonard Roger
- 1665: François Lespingola
- 1667: Jean Raon
- 1671 y 1672: Monnier
- 1673: 1.º Louis Lecomte d´Abeville (llamado Picard)
2.º Jean Cornu ,
3º Anselme Flamen[33]
- 1674: 1.º Jacques Prou
2.º François Caravage
- 1675: 1.º Girardon hijo
2.º Cotton
- 1676 y 1678: 1.º Pierre Laviron
2.º Nicolas Huillot
- 1680: 1.º Jean Joly
2.º Nicolas Frémery
- 1682: Nicolas Coustou
2.º François Barrois o Barois
- 1683: 1.º Pierre Le Pautre
3ºRobert Doisy
3ºLouis La Guerre
- 1684: 1.º Robert Doisy
- 1685: 1.º Zèphirin Adam (en Roma de 1685 a 1690)
2.º Pierre Bourdy
- 1686: 1.º Pierre Legros el joven
2.º Antoine Girardin
- 1687: 1.º Jean-Louis Le Moyne
2.º Antoine Girardin
3º François Regnaudin
- 1688: 1.º Antoine Girardin
2.º François Regnaudin
- 1689: 1.º Robert Le Lorrain
2ºHubert Collinet
- 1690: 1.º Hubert Collinet
2ºBrodon
- 1691: 1.º François Regnaudin
2ºNicolas Brodon
- 1692: 1.º Nicolas Brodon
- 1693: 1.º Benoit Massou
2ºDe Lobelle
- 1694: 1.º René Frémin
2ºSaincton
- 1695: 1.º Augustin Caillot
2ºBarthélemy Paillet
- 1696: 1.º Augustin Caillot
2ºGuillaume Coustou
- 1697: 1.º Guillaume Coustou
2.º Gaignard
- 1698: 1.º Charles Charpentier
2.º Jean de Fer
- 1699: 1.º Jean de Fer
2.º Henri Millet
- 1700: 1.º René Charpentier
2.º Joseph Van Cleve

#### SigloXVIII
- 1701: 1.º Joseph Van Cleve (hijo)
2.º Jacques Blanc
- 1702: 1.º Jacques Loysel
- 1703: 1.º JPierre Villeneuve
2.º Pierre Canlers
- 1704: 1.º Jean Leblanc
- 1705: 1.º Jacques Bousseau
2.º Jean-Baptiste II Lemoyne
- 1709: 1.º François Dumont
2.º André-Charles Boulle
- 1710: 1.º Lefébre
2.º René Nourrisson
- 1711: 1.º Pierre Bourlot
2.º Charles-Joseph Roettiers
- 1712: 1.º Jean-Baptiste Guyot
2.º Leclerc hijo menor
- 1713: 1.º Martin
2.º Puthois el joven
- 1714: Falta de fondos
- 1722: Edmé Bouchardon
- 1723: Lambert Sigisbert Adam
- 1724: 2.º René-Michel Slodtz, llamado Miguel Ángel Slodtz el joven
- 1725: 1.º Jean-Baptiste II Lemoyne
- 1726: 2.º René-Michel Slodtz, Slodtz el joven
- 1727: 1.º Jacques Roettiers hijo de Norbert Roettiers
2.º Vandervoort
- 1728: 1.º Vandervoort
2.º Francesco Ladatte
- 1729: 1.º Francesco Ladatte
2.º Francin
- 1730: 1.º Francin
2.º Ruobillac
- 1731: 2.º Cousinet
- 1732: 1.º Jean Baptiste Boudard
- 1735: 1.º Guillaume Coustou
- 1736: 2.º Le Marchand
- 1737: 1.º Le Marchand
2.º Salys
- 1738: 1.º Salys
2.º Mignot
- 1739: 1.º Louis-Claude Vassé
2.º Mignot
- 1740: 1.º Mignot
2.º François-Gaspard-Balthazar Adam
- 1741: 1.º François-Gaspard-Balthazar Adam
2.º Chasles
- 1743: 1.º Chasles
2.º Gillet
- 1745: 1.º Pierre Hubert Larchevêque
2.º Gillet
- 1747: Se funda la Escuela de Alumnos Protegidos
1.º Jean Jacques Caffieri
2.º Dumont
- 1748: 1.º Augustin Pajou
2.º Briard y Perrache
- 1749: 1.º Guyard
2.º De La Rue
- 1750: 1.º Louis Félix Delarue
2.º Auvray
- 1751: 1.º Auvray
2.º Jean-Baptiste d'Huez
- 1752: 1.º Brenet
2.º Monnet y Jean-Baptiste d'Huez
- 1753: 1.º Jean-Baptiste d'Huez
2.º Charles-Antoine Bridan
- 1754: 1.º Charles-Antoine Bridan
2.º Pierre François Berruer
3º Sigis y Félix Lecomte
- 1755: 1.º Pierre François Berruer
2.º Charles-Antoine Bridan
- 1756: 1.º Lebrun
2.º Félix Lecomte
- 1757 – 1.º Étienne-Pierre-Adrien Gois
2.º Félix Lecomte
- 1758: 1.º Félix Lecomte
2.º Werbreck
3º Surugues
- 1759: 1.º Clodion Michel
2.º Surugues
- 1760: 1.º Monot
2.º Polet
- 1761: 1.º Jean-Antoine Houdon
2.º Polet
- 1762: 1.º Louis-Simon Boizot
2.º Nicolas Senechal
3º François Boucher
- 1763: 1.º Darnaudin
2.º François Boucher
3º Petit Radel
- 1764: 1.º Jacques Philipee Beauvais
2.º Louis Jacques Pilon
- 1765: 1.º Pierre Julien
- 1766: 1.º Nicolas Senechal[34]
2.º François Auguste Moitte
- 1767: 1.º Louis Jacques Pilon
2.º René Milot
- 1768: 1.º Jean Guillaume Moitte
2.º Charles Joseph Louis Foucou
- 1769: 1.º Charles Joseph Louis Foucou
2.º Jean-Baptiste Stouf
- 1770: 1.º René Millot
2.º Louis Leverd
- 1771: 1.º Joseph Deschamps
2.º Philippe Simon
- 1772: 1.º François-Nicolas Delaistre
2.º André Segla
- 1773: 1.º André Segla
2.º Antoine Joseph Pasquier
- 1774: 1.º Pierre Labussière
2.º Jacques Auguste Collet
- 1775: 1.º Barthélémy-François Chardigny
2.º François Marie Suzanne
- 1776: 1.º Antoine Joseph Pasquier
2.º Jean Jacques Oger
- 1777: 1.º François Marie Suzanne
2.º Louis Antoine Bacari
- 1778: 1.º Jacques Lamarie
2.º Louis-Pierre Deseine
- 1779: 1.º Louis-Pierre Deseine
2.º Jean Pierre Lorta
- 1780: 1.º Louis Antoine Bacari
2.º Louis-Pierre Deseine
- 1781: 1.º Jacques-Philippe Lesueur
2.º Antoine Chaudet
- 1782: 1.º Claude Ramey
2.º Auguste Fortin
- 1783: 1.º Auguste Fortin
2.º Jacques-Edme Dumont
- 1784: 1.º Antoine-Denis Chaudet
2.º Henri Victor Roguier
- 1785: 1.º Claude Michalon
2.º Antoine François Gérard
- 1786: 1.º Edme-Etienne-François Gois
2.º Antoine François Gérard
- 1787: 1.º Barthélemy Corneille
2.º Maximilien Van Ledé
- 1788: 1.º Jacques-Edme Dumont
2.º Edme-Etienne-François Gois
- 1789: 1.º Antoine François Gérard
2.º Pierre Bridan
- 1790: 1.º François-Frédéric Lemot
2.º Michel Louis Pioche
- 1791: 1.º Pierre Bridan
2.º Auguste Marie Taunay
- 1792: 1.º Auguste Marie Taunay
2.º Charles Antoine Challamard
- 1797: 1.º Charles Antoine Challamard
2.º Aimé Milhomme y Jean Luis Duval
- 1798: 1.º Louis Delaville
- 1799: 1.º Louis Marie Charles Henry Dupaty y Antoine Mouton-Moutoni
2.º Edme Gaulle
- 1800: 2.º Frederic Tieck y Alexandre Jean Constantin Norblin

#### SigloXIX
- 1801: 1.º Joseph-Charles Marin y François-Dominique-Aimé Milhomme
2.º Joseph Álvarez
- 1802: 1.º Pancrace Esgenswiller y Laurent Bartholini
- 1803: 1.º Edme Gaulle
2.º Charles Remy Laitié
- 1804: 1.º Charles Remy Laitié
2.º Henri-Joseph Ruxthiel
- 1805: 1.º Pierre-François-Grégoire Giraud
2.º Jean Caloigne
- 1806: 1.º Pierre-François-Grégoire Giraud
2.º Provost y Lebas
- 1807: 1.º Jean Caloigne
2.º Nicolas Augustin Matte
- 1808: 1.º Henri-Joseph Ruxthiel
2.º Achille Joseph Etienne Valois
3º Paul Le Moyne y Charles Stanislas Canlers
- 1809: 1.º Jean-Pierre Cortot
2.º François Rude
3º Louis Denis Cailhouet
- 1810: 1.º Jules Robert Auguste
2.º Pierre Jean David
- 1811: 1.º David d'Angers
2.º Louis Van Geel
- 1812: 1.º François Rude
2.º Jean Baptiste Louis Roman
3º Toussaint Massa y James Pradier
- 1813: 1.º Jean-Jacques Pradier llamado James Pradier
2.º Jean Jacques Flatters y Louis Petitot
- 1814: 1.º Louis Petitot
2.º Étienne-Jules Ramey hijo
- 1815: 1.º Étienne-Jules Ramey
2.º Toussaint Massa
- 1816: 1.º Jean Baptiste Louis Roman
2.º Abel Dimier
- 1817: 1.º Charles-François Lebœuf llamado Nanteuil
2.º Georges Jacquot
- 1818: Bernard-Gabriel Seurre llamado Seurre Aîné
2.º Theophile François Marcel Bra y Louis Denis Cailhouet
- 1819: 1.º Abel Dimier(1794: 1864)
2.º Justin Marie Lequien y Philippe-Joseph-Henri Lemaire
3º Maurice Béguin
- 1820: 1.º Georges Jacquot
2.º Antoine Louis Barye
- 1821: 1.º Philippe-Joseph-Henri Lemaire
2.º Augustin-Alexandre Dumont
- 1822: 2.º Charles-Marie-Émile Seurre y Louis Desprez
- 1823: 1.º Augustin-Alexandre Dumont y Francisque-Joseph Duret
2.º Jean-Baptiste-Joseph Debay y Antoine Laurent Dantan
- 1824: 1.º Charles-Marie-Émile Seurre llamado Seurre jeune
2.º Jean Louis Nicolas Jauley
- 1825: 2.º François-Gaspard-Aimé Lanno
- 1826: 1.º Louis Desprez
2.º François Jouffroy
- 1827: 1.º Jean-Louis-Nicolas Jaley y François-Gaspard-Aimé Lanno
2.º Honoré-Jean-Aristide Husson
- 1828: 1.º Antoine Laurent Dantan llamado Dantan l'Aîné
2.º Theodore Joseph Napoleon Jacques
- 1829: 1.º Jean-Baptiste-Joseph Debay llamado Debay fils
2.º Antoine Etex y Joseph Brian aine
- 1830: 1.º Honoré-Jean-Aristide Husson
2.º Joseph Marius Ramus
3º Eugene Louis Bion
- 1831: 2.º Pierre-Charles Simart y Louis Alexis Achille Bouly
- 1832: 1.º François Jouffroy y Jean-Louis Brian
2.º Cristophe François Armand Toussaint
- 1833: 1.º Pierre-Charles Simart
2.º Auguste Louis Marie Ottin y François Thedore Devaulx
- 1834: 2.º Julien Jean Gourdel
- 1836: 1.º Jean-Marie-Bienaimé Bonnassieux y Auguste-Louis-Marie Ottin
2.º Pierre Jules Cavelier y Toussaint François Jourjon
- 1837: 1.º Louis-Léopold Chambard
2ºNicolas Victor Villain y Théodore-Charles Gruyère
- 1838: 1.º Nicolas-Victor Vilain
2.º Jean Pierre Moulive
- 1839: 1.º Théodore-Charles Gruyère
2.º Celestin Anatole Calmels y Jean Claude Petit
- 1840: 1.º Jacques Saly
2.º Pierre Marie Nicolas Robinet
- 1841: 1.º Georges Diebolt y Charles-Joseph Godde
2.º Jacques-Léonard Maillet
- 1842: 1.º Pierre Louis Cavelier
2.º René Ambroise Maréchal y Mathurin Moreau
3º Noël Jules Girard
- 1843: 1.º René-Ambroise Maréchal
2.º Eugène-Louis Lequesne
3º Hubert Lavigne
- 1844: 1.º Eugène-Louis Lequesne
2.º Gabriel-Jules Thomas
3º Jean-Baptiste-Claude-Eugène Guillaume
- 1845: 1.º Jean-Baptiste-Claude-Eugène Guillaume
- 1847: 1.º Jacques-Léonard Maillet y Jean-Joseph Perraud
2.º Pierre Antoine Hyppolyte Bonnardel
3º Louis Roguet
- 1848: 1.º Gabriel-Jules Thomas
2.º Louis Roguet
3º Henri Charles Maniglier
- 1849: 1.º Louis Roguet
- 1850: 1.º Charles-Alphonse-Achille Gumery
2.º Jean Joseph Hippolyte Ferrat
3º Jean-Baptiste Carpeaux
- 1851: 1.º Gustave Adolphe Désiré Crauk y Pierre Antoine Hyppolyte Bonnardel
2.º Didier Debut y Henri-Charles Maniglier
3º Alfred-Adolphe-Édouard Lepère
- 1852: 1.º Alfred-Adolphe-Édouard Lepère
2.º Henri-Michel-Antoine Chapu
- 1853: 2.º Henri-Michel-Antoine Chapu
3º Amédée-Donatien Doublemard
- 1854: 1.º Jean-Baptiste Carpeaux
2.º Amédée-Donatien Doublemard y Aimé Charles Irvoy
- 1855: 1.º Henri-Michel-Antoine Chapu (5 años) y Amédée-Donatien Doublemard (3 años)
2.º Jules Lèger François Rolland
- 1856: 1.º Henri-Charles Maniglier
2.º Ernest-Eugène Hiolle y Auguste Lechesne
- 1857: 1.º Joseph Tournois
2.º Jean André Delorme
Mención a Eugène Delaplanche
- 1859: Jean-Alexandre-Joseph Falguière y Louis-Léon Cugnot
- 1860: Barthélemy Raymond
- 1861: Justin-Chrysostome Sanson
- 1862: Ernest-Eugène Hiolle (2.º fue Jean-Baptiste Gustave Deloye)
- 1863: Charles-Arthur Bourgeois
2.º Aristide Onésime Croisy
- 1864: Eugène Delaplanche y Jean-Baptiste Deschamps
- 1865: Louis-Ernest Barrias
2.º Aristide Onésime Croisy
- 1868: Marius Jean Antonin Mercié y Edme-Antony-Paul Noël llamado Tony Noël
- 1869: André-Joseph Allar
- 1870: Jules-Isidore Lafrance
- 1871: Laurent-Honoré Marqueste
- 1872: Jules-Félix Coutan
- 1873: Jean-Antoine-Marie Idrac
- 1874: Jean-Antoine Injalbert
2.º Alfred Boucher
- 1875: Dominique-Jean-Baptiste Hugues
- 1876: Alfred-Désiré Lanson
- 1877: 1º: Alphonse-Amédée Cordonnier
2º- Jean Dampt
- 1878: Edmond Grasset
2.º Camille Lefèvre y Alfred Boucher
- 1879: Léon Fagel
- 1880: Émile-Edmond Peynot
- 1881: Jacques-Théodore-Dominique Labatut
2.º Augustin-Pierre-Charles Peène
- 1882: Désiré-Maurice Ferrary
- 1883: Henri-Édouard Lombard
- 1884: 1.º -Denys Puech
2º-Joseph-Antoine Gardet
- 1885: Joseph-Antoine Gardet
- 1886: Paul-Gabriel Capellaro
- 1887: Edgar-Henri Boutry
2.º Raoul Verlet
- 1888: Louis-J. Convers
2.º Corneille-Henri Theunissen
- 1889: Jean-Charles Desvergnes
2.º Georges Récipon
- 1890: 1.º Paul-Jean-Baptiste Gasq
2.º Jean-Baptiste Belloc
- 1891: François-Léon Sicard; 2.º Félix-Alexandre Desruelles
- 1892: Hippolyte-Jules Lefèbvre
2.º Louis Clausade
- 1893: Aimé-Jérémie-Delphin Octobre
- 1894: Constant-Ambroise Roux
- 1895: Hippolyte Paul René Roussel llamado Paul Roussel
- 1896: Jean Baptiste Antoine Champeil
- 1897: Victor Segoffin
- 1898: Camille Alaphilippe
- 1899: André-César Vermare, (1869-1949)

#### SigloXX
Los ganadores del premio de Roma en escultura franceses del siglo XX son:
- 1900: Paul-Maximilien Landowski (1875-1961)
- 1901: Henri Bouchard (1875-1960)
- 1902: 1.º -Alphonse Camille Terroir[36] (1875-1955)

2.º Lucien Brasseur (1878–1960)
2º2º-Alexandre Descatoire (1874-1949)
- 1903: Eugène Désiré Piron (1875-1928)
- 1904: Jean-Baptiste Larrivé (1875-1928)

2.º Henri-Raphaël Moncassin
- 1905: Lucien Alcide Constant Brasseur (1878-1960)

2.º Auguste-Julien-Philibert Lorieux
2º2.º Henri-Raphaël Moncassin
- 1906: Aimé-Gustave Blaise[36] 1.º (1877-1961) y
2.º Georges Armand Vérez y François-Maurice Roganeau (1883-1973 2.º premio de escultura y 1.º de pintura )
- 1907 no adjudicado
- 1908: Camille Henri Crenier (1880-1915) y
Marcel-Armand Gaumont (1880-1962) ex-aequo
- 1909: Felix Benneteau-Desgrois (1879-1963)
- 1910: en reserva y atribuido en 1911 a Louis Lejeune (1884-1969)[39]
- 1911: Lucienne-Antoinette-Adélaïde Heuvelmans (1885-1944)

2.º Claude Grange
2º2.º Paul Silvestre
- 1912: Siméon Charles Joseph Foucault (1884-1923)
- 1913: Armand Martial (1884-1960)
- 1914: Marc Le Riche (1885-1918)[40]

2.º Carlo Sarrabezolles (1888-1971)
- 1919: Raymond Delamarre (1890-1986) y

Alfred Janniot (1889-1969) ex-aequo
2ªAnie Mouroux  (1887-1978)
finalista, Alfred Alphonse Bottiau (1891-1951)
- 1920: Charles-Georges Cassou  (1887-1947)[42]
- 1921: Élie-Jean Vézien  (1890-1982)
- 1922: Jean-Dominique-Christophe Aubine[43][36] (1888-1977)
- 1923: Louis Bertola[36] (1891-1973)
- 1924: André Augustin Salle[36]  (1891-1961)

2ªAnna Quinquaud (1890-1984)
- 1925: Victor-Jules-Evariste Jonchère (1892-1956)
- 1926: René Letourneur  (1896-1990) y
Paul Belmondo (1898-1982)
- 1927: Raymond Emile Couvegnes  (1893-1985)
- 1928: Pierre-Henri-Félix Honoré	(1908-)

2ºJacques Zwobada
- 1929: Félix Mathieu Joffre (1903-1989)
- 1930: André Bizette-Lindet[36] (1906-1998)
- 1931: Louis-Georges-Ernest Leygue (1905-1992)
- 1932: Henri-Albert Lagriffoul (1907: 1981)[44]
- 1933: Ulysse Gemignani  (1906-1973)
- 1934: Albert Bouquillon (1908-1997)
- 1935: Claude-Lucien-Jean Bouscau (1909-1985)[45]
- 1936: André Greck  (1912-1993)
- 1937: 1.º Maurice Désiré de Bus  (1907-1963) 
2.º Émile Morlaix (1909-1990)
- 1938: Adolphe Pierre Charlet (1908-)
- 1939: René Marie Joseph Leleu  (1911-1984)
- 1942: Maurice Gambier d'Hurigny (1912-2000)
- 1943: Lucien Jean Maurice Fenaux  (1911-1969)
- 1944: Francis Pellerin (1915-1998)
- 1945: Pierre Theze  (1913-1999)[46]
- 1946: Gaston Watkin (1916-)
- 1947: Léon Bosramiez (1923-) y 
 Basil Lamon
- 1948 -Jacques Gotard (1926-)[47]
- 1949: Jean Lorquin (1924-1999)
- 1950: Maurice Calka (1921-1999)  y

2ºRoland Guillaumel (1926-)
- 1951: Albert Féraud  (1921-2008)
- 1952: Henri Derycke  (1928-1998)

2ºOlivier Pettit (1918-1979)
- 1953: Alain Métayer 	(1926-2010)
- 1954: Jacqueline Bechet-Ferber (1930- ) y
Robert Rigot (1929-)
- 1955: Kenneth Ford y
Raoul Henriques-Raba (1930-)
- 1956: Claude Goutin (1930-)

2.º Jean Cardot (1930-) y Charles Auffret (1929-2001)
- 1957: Cyrille Bartolini[36] (1934-)
- 1958: Bruno Lebel  (1933-)
- 1959: Georges Jeanclos  (1933-1997)
- 1960: no atribuido
- 1961: Georges-Maurice Dyens (1922-)  y
André Barelier[48] (1934-) ex-aequo
- 1962:  no atribuido
- 1963: Philippe Gabriel Thill (1937-2010) y 
Jacqueline Deyme (1936-) ex-aequo
- 1964: Louis Lutz  (1940-) 
2ªJoséphine Chevry (1936-)
- 1965: no atribuido
- 1966: José Chevry  (Joséphine 1936-)
- 1967: Michel Fargeot (1942-1987)  y
Anne Houllevigue (Anne Poirier, 1942-)
- 1968: Daniel Druet  (1941-) y Maryse Voisin(1945-)

### Lista de laureados en grabado
Los premios de grabado en talla dulce fueron creados en 1804 y suprimidos en 1968 por decisión de André Malraux, ministro de Cultura.
- 1809: Jacques-Édouard Gatteaux Primer Gran Premio de grabado en medallas
- 1826: Pierre François Eugène Giraud (nacido en 1806, alumno de Hersent y Richomme).
- 1831: Eugène-André Oudiné Premio de grabado en medallas y Jacques Auguste Fauginet, 2ª premio en grabado de medallas y piedras finas
- 1834: Louis Adolphe Salmon alumno de Ingres y Henriquel-Dupont.
- 1838: Charles-Victor Normand alumno de Drolling, Richomme y Ingres, ex-æquo con Victor Florence Pollet alumno de Richomme y Paul Delaroche.
- 1848: Louis-Félix Chabaud Primer Gran Premio en grabado de medallas y piedras finas.
- 1855: Alphée Dubois Primer Gran Premio y François Joseph Hubert Ponscarme Segundo Gran Premio.
- 1860: Jean Lagrange Primer Gran Premio de grabado en medallas; Jules-Clément Chaplain Second Premio de grabado en medallas
- 1861: Jules-Clément Chaplain Primer Gran Premio de grabado en medallas
- 1866: Charles-Jean-Marie Degeorge Primer Gran Premio de grabado en medallas
- 1868: Daniel Dupuis Second Premio de grabado en medallas
- 1872: Daniel Dupuis Primer Gran Premio de grabado en medallas y Oscar Roty Segundo Gran Premio
- 1875: Oscar Roty Primer Gran Premio
- 1878: Louis-Alexandre Bottée Grand Prix; Henri Alfred Auguste Dubois Segundo Gran Premio
- 1880: Emmanuel Hannaux Premier Segundo Gran Premio
- 1881: Henri-Auguste-Jules Patey Primer Gran Premio de grabado en medallas y Frédéric-Charles Victor de Vernon Segundo Gran Premio
- 1883: Henri Alfred Auguste Dubois Segundo Gran Premio
- 1887: Frédéric-Charles Victor de Vernon Primer Gran Premio
- 1890: Charles Pillet Primer Gran Premio
- 1891: François Sicard
- 1892: Hippolyte-Jules Lefèbvre Primer Gran Premio
- 1893: Marie-Alexandre-Lucien Coudray Primer Gran Premio de grabado en medallas
- 1896: Arthur-Constant-Jules Mayeur alumno de J. Jacquet, Bonnat, Levasseur y Leroy, Primer Gran Premio; Georges Dupré Primer Gran Premio de grabado en medalla; Lucien Pénat alumno de Jacquet y Bonnat, Premier Segundo Gran Premio; Georges-Albert Bessé alumno de Jacquet y Gérôme, deuxième Segundo Gran Premio.
- 1899: René Grégoire Primer Gran Premio
- 1902: Pierre-Victor Dautel Primer Gran Premio de grabado en medallas
- 1903: Eugène Piron
- 1904: Louis Busiére (1880-1960) éléve de Jules Jacquet , Bracquemond y Dubouchet
- 1906: Henry Cheffer
- 1908: Paul-Marcel Dammann Primer Gran Premio de grabado en medallas
- 1910: Jules Piel
- 1911: Albert Decaris
- 1919: Albert Decaris
- 1920: Pierre Matossy y Pierre Turin, grabado de medallas
- 1921: Pierre Gandon Primer Gran Premio de Grabado en talla dulce
- 1922: Raymond-Jacques Brechenmacher
- 1923: Lucien Bazor Grand Premio de grabado en medallas
- 1929: Aleth Guzmán-Nageotte Primer Gran Premio de grabado en medallas
- 1930: Jules Henri Lengrand
- 1932: Louis Muller Primer Gran Premio de grabado en medallas
- 1934: Paul Lemagny Primer Gran Premio de grabado en talla dulce
- 1935: Albert de Jaeger Primer Gran Premio de grabado en medalla
- 1942: Raymond Joly Primer Gran Premio de grabado en medallas y Jean-Louis Viard Premier Segundo Gran Premio en talla dulce
- 1945: Raymond Tschudin Primer Gran Premio de grabado en medallas
- 1946: Paul Guimezanes (1916-2001) Primer Premio de Roma de grabado en talla dulce, alumno de Nicolas Untersteller en dibujo y de Pénat y Robert Cami en grabado
- 1948: Jean Delpech Primer Gran Premio de Roma de grabado en talla dulce
- 1952: Claude Durrens
- 1960: Jean Asselbergs Grand Premio de grabado en medallas

### Lista de laureados en composición musical
- 1803: 1.º Albert-Auguste Androt
- 1804: 1.º Grand Prix no concedido: 2.º Ferdinand Gasse y Victor Dourlen
- 1805: Cantata Cupidon pleurant Psyché: 1.º Victor Dourlen y Ferdinand Gasse
- 1806: Cantata Héro et Léandre: 1.º Victor Bouteiller: 2.º Gustave Dugazon
- 1807: Cantata Ariane à Naxos: 1.º Grand Prix no concedido: 2.º Joseph Méhul y François Fétis
- 1808: Auguste Blondeau
- 1809: Joseph Daussoigne-Méhul: Jean Vidal
- 1810: Désiré Beaulieu
- 1811: Hippolyte Chélard
- 1812: Ferdinand Hérold: Félix Cazot
- 1813: Auguste Panseron
- 1814: Pierre Roll
- 1815 --François Benoist
- 1816: No hubo primer premio.
- 1817: Désiré-Alexandre Batton
- 1818: No hubo primer premio.
- 1819: Jacques Fromental Halévy: Jean Massin llamado Turina: Toussaint Poisson: Benoît Defrance
- 1820: Simon Leborne
- 1821: Victor Rifaut
- 1822: Pierre Lebourgeois: Hippolyte de Fontmichel
- 1823: Edouard Boilly: Louis Ermel: Maximilien Simon: Théodore Labarre
- 1824: Auguste Barbereau
- 1825: Albert Guillon: Adolphe Adam
- 1826: 1.º Claude Paris: 2.º Jean-Baptiste Guiraud y Emile Bienaimé: (Hector Berlioz no pasó la primera prueba eliminatoria).
- 1827: Cantata La Mort d'Orphée: 1.º Jean-Baptiste Guiraud 2º: Guillaume Ross-Despréaux y Alphonse Gilbert: (Berlioz, , que concurrió no obtuvo el Premio)
- 1828: Cantata Herminie: 1.º Guillaume Ross-Despréaux: 2.º Hector Berlioz y Julien Nargeot.
- 1829: Cantata La Mort de Cléopatre: 1.º Grand Prix no concedido: 2º: Eugène Prévost y Alexandre Montfort: (Berlioz, que concurrió no obtuvo el Premio).
- 1830: Cantata La Mort de Sardanapale: 1.º Hector Berlioz y Alexandre Montfort: 2.º Edouard Millaut
- 1831: Eugène Prévost- Pierre Lagrave
- 1832: Ambroise Thomas: Charles-Valentin Mohrange, conocido como Alkan
- 1833: Alphonse Thys: Adolphe Le Carpentier
- 1834: Antoine Elwart- Hippolyte Colet- Auguste Placet
- 1835: Ernest Boulanger: Vincent Delacour
- 1836: Xavier Boisselot
- 1837: Louis Besozzi: Louis Chollet
- 1838: Georges Bousquet: Edme Deldevez- Charles Dancla
- 1839: Charles Gounod
- 1840: François Bazin: Édouard Batiste
- 1841: Aimé Maillart: Théodore Mozin: Alexis de Garaudé
- 1842: Alexis Roger: Eugène Gautier
- 1843: No hubo primer premio.: Henri Duvernoy
- 1844: Victor Massé- Renaud de Vilbac: Henri Mertens
- 1845: No hubo primer premio.: Eugène Ortolan
- 1846: Léon Gastinel
- 1847: Louis Deffès: Joseph Crèvecoeur
- 1848: Jules Duprato: Auguste Bazille -Georges Mathias
- 1849: No hubo primer premio.: Ernest Cahen: Émile Jonas
- 1850: Joseph Charlot: Napoléon Mohrange llamado Alkan: Aristide Hignard
- 1851: Alfred Deléhelle
- 1852: Léonce Cohen: Ferdinand Poise
- 1853: Charles Galibert: Émile Durand
- 1854: Adrien Barthe: Victor Delannoy: Eugène Vast
- 1855: Jean Conte: Victor Chéri
- 1856: No hubo primer premio.: Eugène Lacheurié
- 1857: Georges Bizet: Charles Colin: Pierre Faubert
- 1858: Samuel David: Edmond Cherouvrier: Jules Pillevesse
- 1859: Ernest Guiraud
- 1860: Emile Paladilhe: Adolphe Deslandres: Isidore Legouix
- 1861: Théodore Dubois: Théodore Salomé: Eugène Anthiome
- 1862: Louis-Albert Bourgault-Ducoudray: Adolphe Danhauser
- 1863: Jules Massenet: Titus Constantin: Gustave Ruiz
- 1864: Victor Sieg
- 1865: Charles Lenepveu
- 1866: Emile Pessard
- 1867: No hubo primer premio.
- 1868: Alfred Pelletier-Rabuteau: Eugène Wintzweiller
- 1869: Antoine Taudou
- 1870: Henri Maréchal: Charles Lefèbvre
- 1871: Gaston Serpette
- 1872: Gaston Salvayre
- 1873: Paul Puget: Antonin Marmontel
- 1874: Léon Ehrhart
- 1875: André Wormser
- 1876: Paul Hillemacher: Paul Véronge de la Nux: Amédée Dutacq
- 1877: No hubo primer premio.: Claudius Blanc
- 1878: Clément Broutin: Samuel Rousseau: Henri Dallier
- 1879: Sylvain Dupuis: Georges Hüe
- 1880: Lucien Hillemacher
- 1881: Cantata Geneviève de Paris: 1.º Grand Prix no concedido: 2.º Alfred Bruneau y Edmond Missa
- 1882: Cantata Edith: 1.º Georges Marty y Gabriel Pierné
- 1883: Cantata Le Gladiateur: 1.º Paul Vidal: 2.º Claude Debussy y Charles-René.
- 1884: Cantata L'Enfant Prodigue: 1.º Claude Debussy: 2.º Charles-René y Léo Delibes
- 1885: Cantata Endymion: 1.º Xavier Leroux
- 1886: Cantata La Visión de Saül: 1.º Augustin Savard: 2.º Henry-Charles Kaiser y André Gedalge
- 1887: Cantata Didon: 1.º Gustave Charpentier
- 1888: Cantata Vélléda: 1.º Camille Erlanger: 2.º Paul Dukas
- 1889: 1.º Gran Prix no concedido.
- 1890: Gaston Carraud: Alfred Bachelet: Henri Lutz
- 1891: Charles Silver: Alix Fournier: Camille Andrès
- 1892: No hubo primer premio.
- 1893: André Bloch: Henri Busser: Jules Bouval
- 1894: Henri Rabaud
- 1895: Omer Letorey
- 1896: Cantata Mélusine: Jules Mouquet: Charles d'Ivry: Fernand Halphen
- 1897: Cantata Frédégonde: Max d’Ollone: Bernard Crocé-Spinelli: Florent Schmitt
- 1898: Cantata Radegonde: No hubo primer premio.
- 1899: Cantata Callirhoé: Charles Levadé: Edmond Malherbe: Léon Moreau: Louis Brisset
- 1900: Cantata Sémiramis: 1.º Florent Schmitt: mention Albert Bertelin
- 1901: Cantata Myrrha: 1.º André Caplet: 2.º Gabriel Dupont y Maurice Ravel
- 1902: Cantata Alcyone: 1.º Aymé Kunc: 2.º Roger-Ducasse y Albert Bertelin (Maurice Ravel, que concurrió no obtuvo el Premio)
- 1903: Cantata Alyssa: 1.º Raoul Lappara: 2.º ?? y Raymond Pech: mention Paul Pierné (Ravel, que concurrió no obtuvo el Premio)
- 1904: Cantata Medora: 1.º Raymond Pech: 2.º Paul Pierné y Hélène Fleury-Roy
- 1905: Cantata Maia: 1.º Victor Gallois y Philippe Gaubert- 2.º Marcel Samuel-Rousseau
- 1906: 1.º Louis Dumas
- 1907: 1.º Maurice Le Boucher
- 1908: 1.º André Gailhard y Louis Dumas- 2.º Nadia Boulanger y Edouard Flament
- 1910: Noël Gallon
- 1909: 1.º Jules Mazellier: 2.º Marcel Tournier
- 1911: Cantata Yanitza 1.º Paul Paray: Vladimir Dyck
- 1912: No hubo primer premio.: Édouard Mignan
- 1913: Cantata Faust et Hélène: 1.º Lili Boulanger: primera mujer en obtener el primer Gran Premio y Claude Delvincourt(ex-æquos)
- 1914: Marcel Dupré: Raymond de Pezzer: André Laporte
- 1915-1918 pas de concours
- 1919: Jacques Ibert: premier grand prix: Marc Delmas -Jean Déré
- 1920: Marguerite Canal
- 1921: Jacques de La Presle
- 1922: No hubo primer premio.: Aimé Steck
- 1923: Jeanne Leleu: Francis Bousquet: Robert Bréard: Segundo gran premio.
- 1924: Robert Dussaut
- 1925: Louis Fourestier: Yves de La Casinière
- 1926: René Guillou: Maurice Franck
- 1927: Edmond Gaujac: Henri Tomasi
- 1928: Raymond Loucheur
- 1929: Elsa Barraine: Sylvère Caffot
- 1930: Tony Aubin: Marc Vaubourgoin
- 1931: Jacques Dupont (llamado Jacque-Dupont)
- 1932: Yvonne Desportes: Émile Marcelin: Jean Vuillermoz
- 1933: Robert Planel: Henriette Puig-Roget
- 1934: Eugène Bozza: Jean Hubeau
- 1935: René Challan
- 1936: Marcel Stern: Henri Challan
- 1937: Victor Serventi: Pierre Lantier
- 1938: Henri Dutilleux: André Lavagne *Doyen*: Gaston Litaize
- 1939: Pierre Maillard-Verger: Jean-Jacques Grunenwald
- 1940-1941: No hubo concurso.
- 1942: Alfred Désenclos: Rolande Falcinelli
- 1943: Pierre Sancan
- 1944: Raymond Gallois Montbrun
- 1945: Claude Pascal: Marcel Bitsch: Gérard Calvi (Krettly): Charles Jay
- 1946: Pierre-Petit: Robert Lannoy: Jean-Pierre Dautel
- 1947: Jean-Michel Damase
- 1948: Odette Gartenlaub: Jeanine Rueff
- 1949: Adrienne Clostre: Georges Delerue: Pierre Villette
- 1950: Eveline Plicque-Andreani: Serge Lancen
- 1951: Charles Chaynes: Ginette Keller
- 1952: Alain Weber: Jean-Michel Defay -Jacques Albrespic
- 1953: Jacques Castérède: Pierick Houdy
- 1954: Roger Boutry
- 1955: Pierre-Max Dubois: René Maillard
- 1956: Jean Aubain: Pierre Gabaye
- 1957: Alain Bernaud: Jean-Pierre Rivière
- 1958: Noël Lancien: Marie-Brigitte Gauthier
- 1959: Alain Margoni: Françoise Cotron-Henry
- 1960: Gilles Boizard: Jean-Claude Henry
- 1961: Christian Manen: Pierre Durand
- 1962: Alain Petitgirard: Amando Blanquer
- 1963: Yves Cornière: Michel Decoust
- 1964: No hubo primer premio.: Xavier Darasse
- 1965: Thérèse Brenet: Lucie Robert-Diessel
- 1966: Monique Cecconi-Botella: Michel Merlet
- 1967: Michel Rateau: Philippe Drogoz
- 1968: Alain Louvier: Édith Lejet - Alain Abbott

### Lista de pensionados (desde 1971)
- 1971:  Didier Denis y Tristan Murail.
- 1972:  Gérard Grisey y Michel Zhar.
- 1973: Solange Ancona.
- 1974:  André Bon y François Bouch.
- 1975:  Michaël Levinas.
- 1976:  No hubo pensionados nuevos.
- 1977:  Alain Gaussin.
- 1978:  Philippe Hersant y Jean-Claude Wolff.
- 1979:  Jean-Louis Florentz.
- 1980:  Gisèle Barreau.
- 1981:  Bruno Ducol y Pascal Dusapin.
- 1982:  Denis Cohen.
- 1983:  Nicolas Bacri y Daniel Tosi.
- 1984:  Suzanne Giraud y Kimi Sato.
- 1985:  Claudio Ambrosini y Bernard Cavanna.
- 1986:  Philippe Hurel y Jean-Marc Singier.
- 1987:  Jean-Baptiste Devillers y Frédéric Durand llamado Durieux.
- 1988:  Michael Jarrell y Thierry Lancino.
- 1989:  Claude Lenners, Frédéric Martin y Philippe Mion.
- 1990:  Gérard Pesson.
- 1991:  Philippe Durville y Arnaud Petit.
- 1992:  Giorgios Koumendakis.
- 1993:  Laurent Martin, Eric Tanguy y François Paris.
- 1994:  Philippe Leroux, Thierry Blondeau y Marc-André Dalbavie.
- 1995:  Stefano Gervasoni y Yan Maresz.
- 1996:  Jean-Louis Agobet, Thierry Machuel y Yi Xu.
- 1997:  Daniel D’Adamo.
- 1998:  Marc André.
- 1999:  Régis Campo y Alexandros Markeas.
- 2000:  Benjamin de La Fuente, Ramon Lazkano y Frédéric Verrières-Podevin.
- 2001:  No hubo pensionados nuevos.
- 2002:  Fabien Lévy.
- 2003:  Igor Ballereau y Samuel Sighicelli.
- 2004:  Pedro Amaral y Bruno Mantovani.
- 2005:  Jérôme Combier.
- 2006:  Franck Bedrossian.
- 2007:  Mauro Lanza.
- 2008:  Christophe Bertrand, Xavier Dayer.
- 2009:  Raphaël Cendo, Saed Haddad, Yann Robin.
- 2010:  Claire-Mélanie Sinnhuber.
- 2011:  Geoffroy Drouin, Gilbert Nouno, «Magic» Malik Mezzardi, Claire «Diterzi» Touzi.
- 2012:  Juan Pablo Carreño, Francesco Filidei, Leilei Tian.
- 2013:  Nicolas Chaix, Laurent Durupt, Sebastian Rivas.
- 2014:  Ondrej Adamek, Raffaele Grimaldi.
- 2015:  Fabrice Denys «Fantazio», Jackson Fourgeaud, Sébastien Roux.
- 2016:  Benjamin Attahir, Kenji Sakai, Alvise Sinivia.
- 2017:  Francesca Verunelli.
- 2018:  Juan Arroyo, Aurélien Dumont, Roque Rivas.
- 2019:  Bastien David, Mikel Urquiza.

## Premios de Roma discernidos por otros países

### Premio de Roma estadounidense
(Ver Prix de Rome américain de la Wikipedia en francés)

### Premio de Roma canadiense
(Ver Prix de Rome canadien de la Wikipedia en francés)

### Premio de Roma neerlandés
(Ver Prix de Rome néerlandais de la Wikipedia en francés)